# Acacia nanopravissima
Acacia nanopravissima är en ärtväxtart som beskrevs av Molyneux och Forrester. Acacia nanopravissima ingår i släktet akacior, och familjen ärtväxter. Inga underarter finns listade i Catalogue of Life.